# The Fighting Temeraire
The Fighting Temeraire (vollständiger Titel: The Fighting Temeraire tugged to her last Berth to be broken up, 1838) ist ein Schiffsporträt in Öl des englischen Malers J. M. William Turner (1775–1851) aus dem Jahr 1839. Turner zeigt eine für die Schiffsdarstellungen untypische zeitgenössische Szene auf der Themse bei London und gibt ihr durch Farbe und Komposition jedoch einen zusätzlichen Inhalt. Denn das ehemalige Kriegsschiff wird nicht im Stil eines Kapitänsbildes von der Seite, segelnd in voller Takelage oder in einer Kampfszene, sondern auf dem Weg zum Schiffsfriedhof (zum Abwracken) gezeigt. Der deutsche Bildtitel Die letzte Fahrt der Temeraire bezieht den vollständigen Titel knapp ein und trifft mit dem darin genannten Sachverhalt schon einen Teil der Bildaussage. Der andere Aspekt, das Ende eines berühmten Kampfschiffes (Kriegs-), fehlt im Gegensatz zum englischen Kurztitel und zur gesamten Komposition des Gemäldes.
Das Ölbild hängt heute in der National Gallery in London. Turner vermachte es 1851 mit vielen anderen wertvollen Werken seinem Heimatland Großbritannien unter der Auflage der Schaffung eines Altersheims für verarmte Künstler (damals Almshouse genannt).

## Bildinhalt
Das Bild zeigt auf den ersten Blick, wie das seinerzeit 40 Jahre alte Linienschiff 2. Ranges HMS Temeraire, 1798 fertiggestellt, von einem kleineren Raddampfer zu seinem letzten Ankerplatz Rotherhithe geschleppt wird, um abgewrackt zu werden. 33 Jahre zuvor hatte das Schiff eine wichtige Rolle in der Schlacht von Trafalgar gespielt, indem es der bedrängten Victory Horatio Nelsons gegen die beiden gegnerischen Flaggschiffe zu Hilfe kam und somit wesentlich zum Sieg der britischen Flotte beitrug. Turner gibt 1839 dem Schiffsrumpf für diese letzte Fahrt seine bereits entfernten Masten und die Takelage wieder zurück und ein leuchtendes Goldweiß als Hauptfarbe (in Wirklichkeit war sie schwarz).
Die interessierten Zeitgenossen erkannten diese Details schon beim ersten Blick auf das ausgestellte Ölgemälde. Auf den zweiten Blick wird es ohne eigene Flagge während eines fulminanten Sonnenuntergangs abgeschleppt. Der Dampfer signalisiert mit der weißen Flagge am Mast, dass es ein kommerzieller, ziviler Transport ist. Die Interpretation der Nationalgalerie dafür ist, dass eine Zeitenwende gezeigt wird, denn Turners Worte treffen nicht nur auf dieses Segelkriegsschiff zu:
The flag which braved the battle and the breeze, no Longer owns her.
Das nächste mit diesem Namen aufgelegte Kriegsschiff, die dritte Temeraire, war dann ein stählernes, schraubengetriebenes Schiff. Aber Turner lässt mit dem kompositorischen Trick des Sonnenuntergangs – im übertragenen Sinn – die Sonne noch ein letztes Mal auf sie (Einzahl im Titel, behalte die Mehrzahl im Kopf) scheinen. Weitere Einzelheiten sind die übrigen Schiffe auf der Themse, die Rauchfahne des Schleppers, der glatte Wasserspiegel und der Widerschein des aufgehenden Mondes am linken Bildrand.

## Schiffsname, Bezeichnung, Rezeption
Wörtlich übersetzt lautet der vollständige Titel The Fighting Temeraire tugged to her last Berth to be broken up, 1838 folgendermaßen: „Die Kämpfende Temeraire wird zu ihrem letzten Liegeplatz geschleppt, um abgewrackt zu werden, 1838“. Geläufig ist meist der Kurztitel The Fighting Temeraire, der auch von der National Gallery verwendet wird. Leser, die mit der Geschichte Großbritanniens nicht vertraut sind, führt dieser Titel leicht zu der irrigen Annahme, das Gemälde zeige eine Seeschlacht. The Fighting Temeraire ist allerdings seit der Trafalgar-Schlacht gegen Napoleons Invasionspläne die in Presse, in Kunst und Literatur geläufige Ehrenbezeichnung für das Schiff HMS Temeraire, seine Mannschaft und den Kapitän; das französische Téméraire steht für den eigentlichen Schiffsnamen Furchtlosigkeit. In den englischen Schiffsnamen wird es stets ohne Akzente geschrieben.
In der deutschen Sprache ist der Bildtitel – verkürzt – auch als Die letzte Fahrt der Temeraire oder auch nur „Das Schlachtschiff Temeraire“ bekannt.
Zum Namen gibt es in England diese Liedzeilen von Henry Newbolt, „The Fighting Temeraire“, 1898, über die Schlacht, das Ende des Schiffs und den Sonnenuntergang bei Turner:
Now the sunset breezes shiver
Temeraire! Temeraire!
And she’s fading down the river.
Temeraire! Temeraire!
Now the sunset Breezes shiver
And she’s fading down the river,
But in England’s song for ever
She’s the Fighting Temeraire.
Noch 2005 wurde das Bild in einer BBC-Umfrage zum Greatest Painting in Britain gewählt.
2016 kündigte die Bank of England die Herausgabe einer neuen 20-Pfund-Note mit dem Bild (des jungen) Turners und des Temeraire-Bilds an.

## Trivia
- Für das Gemälde gibt es eine Hommage im 23. Film der James-Bond-Serie Skyfall. Der Saal mit dem Gemälde in der Londoner Nationalgalerie ist der Treffpunkt von James Bond und Mister „Q“. Das Gemälde wird auf diese Weise zum Symbol für den alternden Agenten, der sich zwar sehr um sein Land verdient gemacht hat, aber anscheinend in einer neueren Zeit keinen rechten Platz mehr findet.
- In dem 2014 erschienenen Film Mr. Turner – Meister des Lichts wird gezeigt, wie der alternde Maler als Augenzeuge dieser Szene dazu inspiriert wird, das Bild so zu malen.[6]
- Dass er den den Konvoi führenden Schlepper (Tugboat) in den Umrissen deutlich als Seitenraddampfer zeichnet, zeigt evtl. seine Aufgeschlossenheit für technische Neuerungen. Bekannt ist auch sein Bild eines Dampfzugs auf einer neuen Brücke westlich von London, fünf Jahre später gemalt.[7]

## Als Bildthema
Einen Stich des Ölgemäldes gibt es bei
- J. Hogarth von James Tibbits Willmore, der auch andere Turnerbilder gestochen hat, 1845

Andere Abbildungen des Schiffs:
- Clarkson Frederick Stanfield, Sketch for "The Battle of Trafalgar, and the Victory of Lord Nelson over the Combined French and Spanish Fleets," 1805, jetzt Tate Britain
- Cy Twombly, Triptychon: Three studies from the Temeraire, 1998–1999

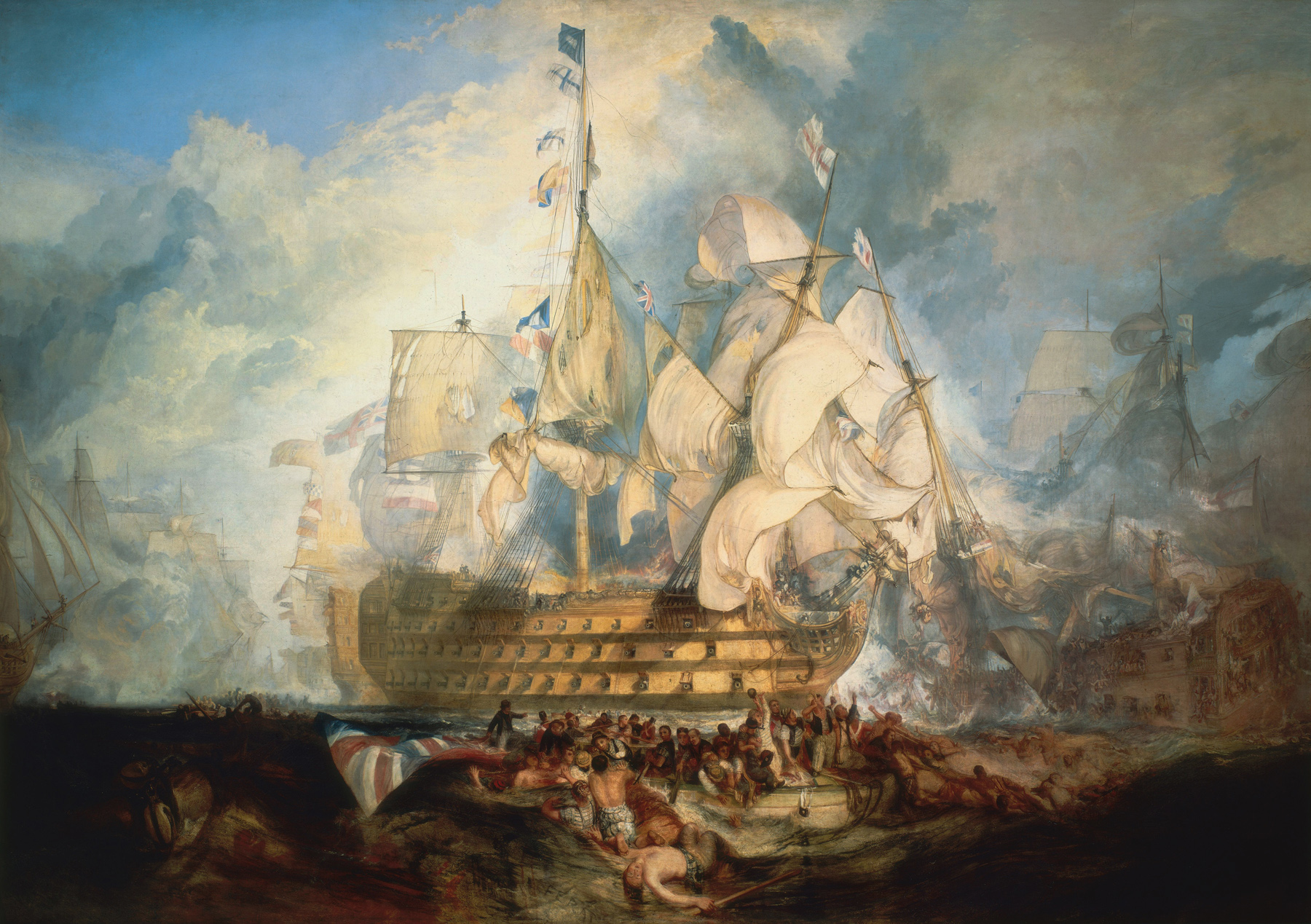
Turners HMS Victory

- Geoff Hunt: The Heavyweight Punch, Victory races Temeraire for the Enemy Line und HMS Temeraire (neuzeitlicher Schlachtenmaler)
- R.G. und A.W. Reeve: The Temeraire of 98 guns…; coloured aquatint after J.J. Williams (1838) (zeigt den Rumpf in Southwark nach einer zeitgenöss. Skizze)

Wahrscheinlich erscheint dieses Schiff auf einigen Schlachtengemälden (Trafalgar, 1805) ohne eigens benannt zu werden. Die Trafalgar-Schlacht ist bis heute bei Seemalern ein beliebtes Sujet. Auch in einem früheren Bild Turners von der Schlacht, mit dem Zentrum auf der Victory, ist sie – oder ihre Masten – nicht eindeutig identifiziert.

### Andere Schiffsbilder
Das Thema Schiff, Schiffsrumpf, auf anderen Turnerbildern:
- Burning ship, Aquarell, etwa 1830 entstanden (Brennendes Schiff, Farbstudie)
- The Grand Canal - Venice, 1835  (Ankernde Schiffe auf dem Canal Grande in Venedig)
- The Slave Ship, 1840 („Das Sklavenschiff“ auf hoher See)

Außerdem zeigt er wiederholt Schiffe bei der Ärmelkanalüberfahrt.